# غلام عباس (كاتب)
غلام عباس (بالإنجليزية: Ghulam Abbas)‏ (17 نوفمبر 1909، أمريتسار في الهند - 2 نوفمبر 1982، كراتشي في باكستان)؛ شاعر، كاتب للأطفال وروائي باكستاني.

## روابط خارجية
- غلام عباس على موقع IMDb (الإنجليزية)